# Barge marbrée
Limosa fedoa
Espèce
Statut de conservation UICN

 VU A2bc+4bc : Vulnérable
La Barge marbrée (Limosa fedoa) est une espèce d'oiseaux limicoles de la famille des Scolopacidae.

## Sous-espèces
D'après la classification de référence (version 14.1, 2024) de l'Union internationale des ornithologues, la Barge marbrée possède 2 sous-espèces (ordre philogénique) :
- Limosa fedoa beringiae Gibson & Kessel 1989 : péninsule d'Alaska (baie d'Ugashik à Port Heiden) ;
- Limosa fedoa fedoa (Linnaeus, 1758) : centre-Ouest de l'Amérique du Nord.